# Павлишак, Иосиф Андреевич
Ио́сиф Андре́евич Павлишак (1923 — 1995) — советский и российский художник, педагог.

## Биография
Из рода польских дворян. Участник Великой Отечественной войны (1942—1944), был ранен.
Учился в Государственном художественном институте Эстонской ССР в Тарту (1945—1951). В 1951—1953 годах работал преподавателем рисования в педучилище, затем в товариществе «Калужский художник».
Один из создателей калужской организации Союза художников России (1953), руководитель (1957—1982).
Член СХ СССР с 1953 года. Заслуженный художник РСФСР (1972). Незадолго до смерти был представлен к званию Народного художника России, однако получить награду уже не успел.

## Выставки
- 1957 — Всесоюзная выставка к I съезду художников СССР, Москва.
- 1954, 1957, 1977, 1980, 1981, 1983, 1991 — республиканские выставки.
- 1975, 1980, 1985 V—VII выставки «Советская Россия».
- 1992 — VIII выставка «Россия», Москва.
- 1971 — «600 лет Калуге», Москва.
- 1972 — республиканская выставка «Натюрморт», Москва.
- 1988 — «Интерьер и натюрморт», Ленинград.
- 1976, 1980 — выставки калужских художников в ГДР, округ Зуль.

## Семья
Дочь — искусствовед Анна Сенатова. Также есть сын Андрей.